# Сен-Мартен-ле-Пен
Сен-Марте́н-ле-Пен (фр. Saint-Martin-le-Pin) — коммуна во Франции, находится в регионе Аквитания. Департамент — Дордонь. Входит в состав кантона Ле-Перигор-вер-нонтронне. Округ коммуны — Нонтрон.
Код INSEE коммуны — 24458.

## География

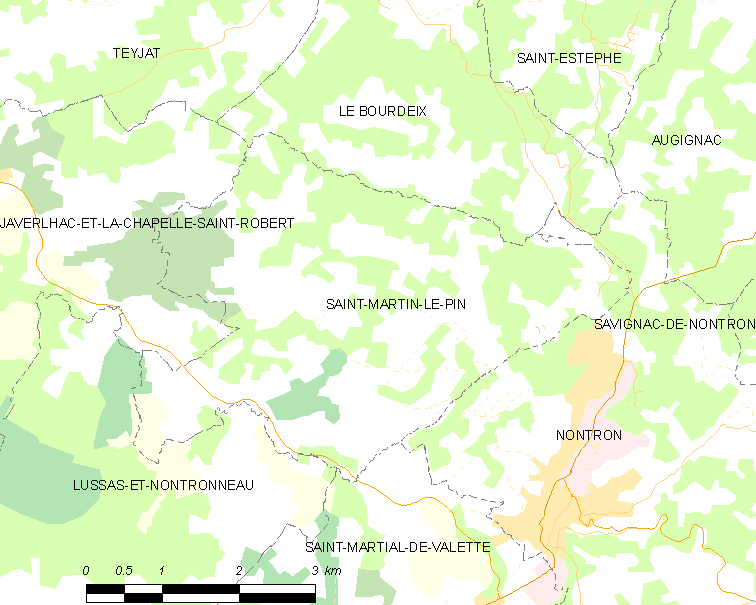
Карта коммуны

Коммуна расположена приблизительно в 390 км к югу от Парижа, в 125 км северо-восточнее Бордо, в 45 км к северу от Перигё.
На северо-западе коммуны протекает река Ду.

### Климат
Климат умеренный океанический со средним уровнем осадков, которые выпадают преимущественно зимой. Лето здесь долгое и тёплое, однако также довольно влажное, здесь не бывает регулярных периодов летней засухи. Средняя температура января — 5 °C, июля — 18 °C. Изредка вследствие стечения неблагоприятных погодных условий может наблюдаться непродолжительная засуха или случаются поздние заморозки. Климат меняется очень часто, как в течение сезона, так и год от года.

## Население
Население коммуны на 2010 год составляло 296 человек.
| 1962 | 1968 | 1975 | 1982 | 1990 | 1999 | 2010 |
| ---- | ---- | ---- | ---- | ---- | ---- | ---- |
| 394  | 405  | 311  | 292  | 303  | 305  | 296  |

## Администрация
| Период | Период | Фамилия       | Партия       | Примечания |
| ------ | ------ | ------------- | ------------ | ---------- |
| 2001   | 2020   | Марсель Лавуа | беспартийный | продавец   |

## Экономика
В 2010 году среди 187 человек трудоспособного возраста (15-64 лет) 149 были экономически активными, 38 — неактивными (показатель активности — 79,7 %, в 1999 году было 70,2 %). Из 149 активных жителей работали 136 человек (74 мужчины и 62 женщины), безработных было 13 (7 мужчин и 6 женщин). Среди 38 неактивных 11 человек были учениками или студентами, 19 — пенсионерами, 8 были неактивными по другим причинам.

## Достопримечательности
- Церковь Св. Мартина (XII век). Исторический памятник с 1942 года[5]
- Замок Сен-Мартен-ле-Пен (XVII век)

## Фотогалерея

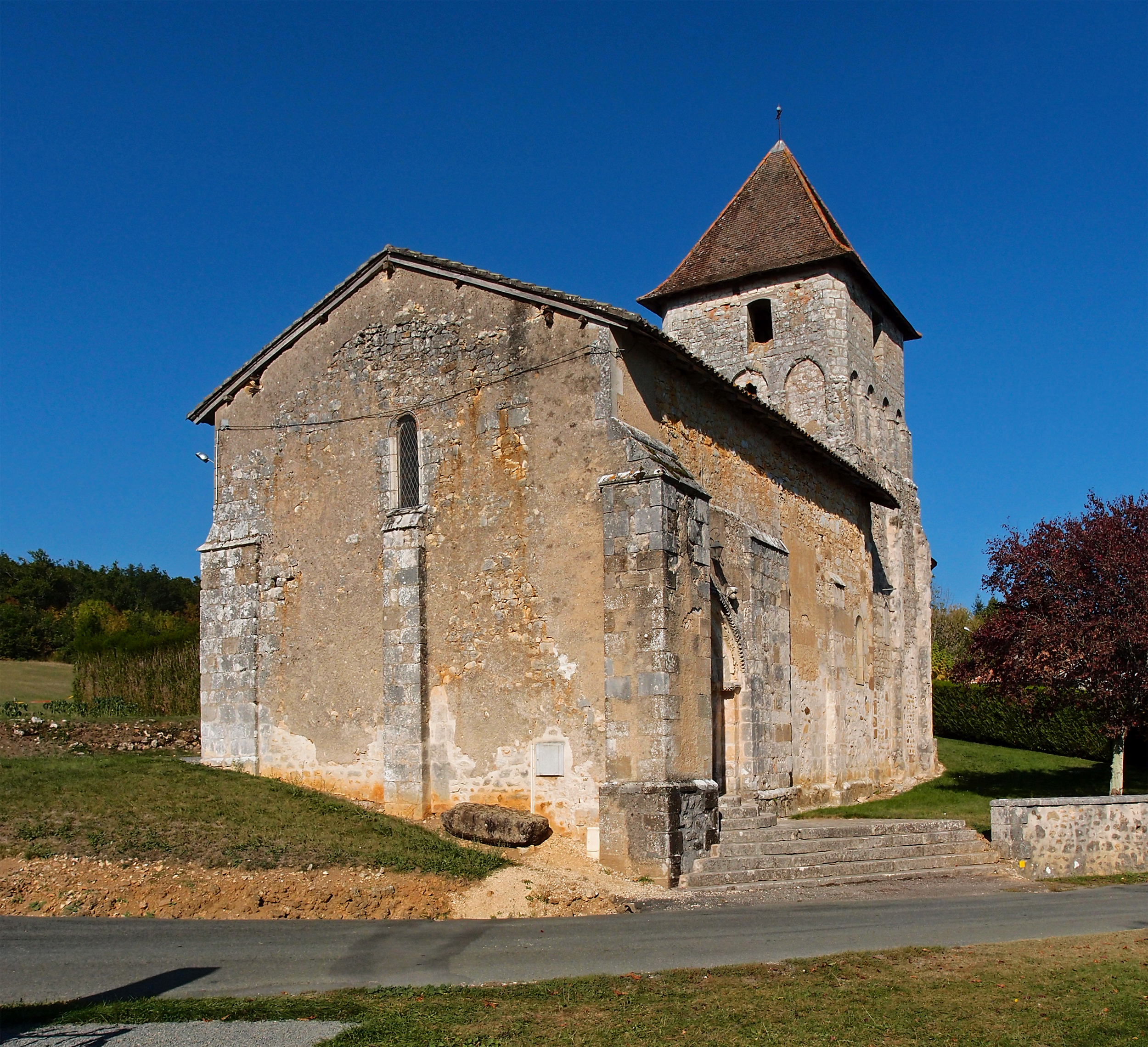
Церковь Св. Мартина
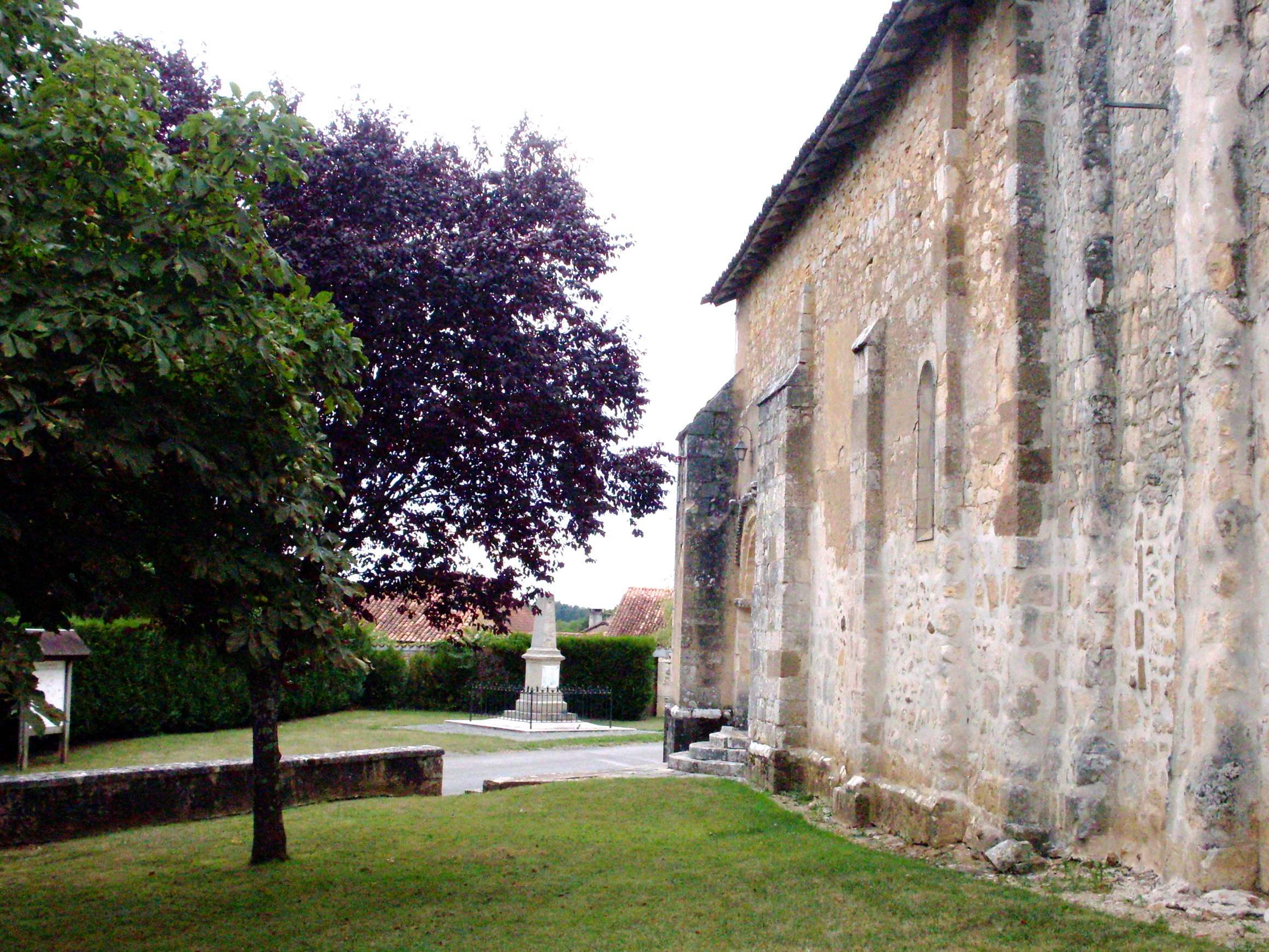
Церковь и военный мемориал